# Simon W. Rosendale

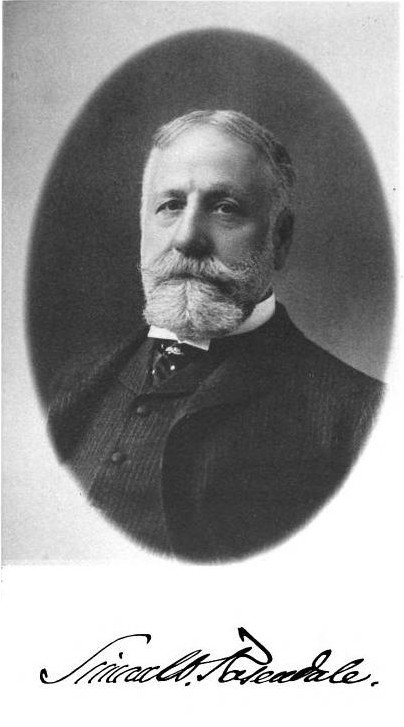
Simon W. Rosendale

Simon Wolfe Rosendale (* 23. Juni 1842 in Albany, New York; † 22. April 1937 ebenda) war ein US-amerikanischer Jurist und Politiker (Demokratische Partei). Er war der erste Jude, welcher ein landesweites Wahlamt in New York bekleidete.

## Werdegang
Simon Wolfe Rosendale wurde während der Wirtschaftskrise von 1837 im Albany County geboren und wuchs dort auf. Seine Kindheit war vom Mexikanisch-Amerikanischen Krieg überschattet. Er graduierte an der Academy in Barre (Vermont). Danach studierte er Jura in der Kanzlei von Courtney & Cassidy in Albany (New York). Seine Zulassung als Anwalt erhielt er 1863 während des Bürgerkrieges. Er wurde stellvertretender Bezirksstaatsanwalt im Albany County. 1868 wurde er zum Recorder in Albany gewählt – ein Posten, den er vier Jahre lang innehatte. Er war von 1878 bis 1881 Corporation Counsel in Albany. 1881 gründete er mit Rufus Wheeler Peckham eine Kanzlei. Nach der Wahl von Peckham zum Richter ging er dann eine Partnerschaft mit Albert Hessberg ein.
Rosendale wurde 1891 zum Attorney General von New York gewählt. Er bekleidete den Posten von 1892 bis 1893. Bei seiner Wiederwahlkandidatur 1893 erlitt er eine Niederlage gegenüber dem Republikaner Theodore E. Hancock.
1895 veröffentlichte er The Involution of Wampum as Currency: the Story Told By the Colonial Ordinances of New Netherland, 1641-1662.
Der Gouverneur von New York Theodore Roosevelt berief ihn 1899 in den State Board of Charities – ein Posten, den er 18 Jahre lang innehatte. 1919 gehörte er zu den 31 prominenten Juden, welche das Anti-Zionismus-Memorandum unterzeichneten. Es wurde Präsident Woodrow Wilson übergeben, um es bei der Pariser Friedenskonferenz vorzulegen. Es richtete sich gegen die Gründung eines jüdischen Staates in Palästina.

## Mitgliedschaften
Zehn Jahre lang war er Präsident des Berufungsgerichts im Order of B’nai B’rith. Er war mehrere Jahre lang Vorstandsmitglied der Union of American Hebrew Congregations. 1888 hatte er den Vorsitz beim Konvent in Philadelphia (Pennsylvania), bei welchem die Jewish Publication Society of America gegründet wurde, und war Vizepräsident der American Jewish Historical Society. Er war Präsident des Board of Governors am Union College in Schenectady (New York), Präsident des Board of Trustees of Albany Medical College und Gouverneur des Albany City Hospitals.